# Seaman (videogioco)
(Tagline di Seaman)
Seaman (シーマン~禁断のペット?, Shīman: kindan no petto, lett. "Seaman: l'animale domestico proibito") è un videogioco simulatore di vita pubblicato per la prima volta nel 1999 per Dreamcast, l'ultima console di SEGA. Il gioco venne sviluppato dalla software house Vivarium Inc., sotto la guida di Yoot Saito.
In Seaman il giocatore impersona il proprietario di una strana creatura, nota appunto come Seaman, le cui origini risalirebbero a migliaia di anni nel passato. Lo scopo del giocatore è accudire la creatura, nutrirla, pulirne l'habitat, e assistere la sua crescita ed evoluzione nella sua forma finale. Aiutato dal narratore (Leonard Nimoy in lingua inglese, Toshiyuki Hosokawa in giapponese), oltre a questo il giocatore deve dialogare con Seaman, in quanto creatura senziente, durante tutto il corso del gioco, sfruttando la periferica del microfono progettato per la console SEGA.
Con Seaman, il game designer Yoot Saito volle realizzare un videogioco diverso, bizzarro, e allo stesso tempo innovativo. Lo sviluppo richiese circa cinque anni e nelle prime fasi della progettazione il gioco era inizialmente stato pensato per essere dedicato alla famiglia iMac G3, sebbene infine Saito optò per spostare i lavori sulla avveniristica console SEGA.
Il gioco ricevette un'accoglienza generalmente positiva. La maggior parte dei critici elogiò Seaman per la sua originalità nella modalità di gioco e nella presentazione. Tuttavia, il suo ritmo lento e pacato infastidì alcuni recensori e non riuscì a convincere una ristretta parte di critici. Solo in Giappone, e solo nella sua versione per Dreamcast, il gioco vendette quasi 400 000 copie.
Successivamente Seaman fu convertito per PlayStation 2, con il titolo Seaman: kindan no petto - Gazē hakase no jikken shima (シーマン~禁断のペット~ガゼー博士の実験島? lett. "Seaman: l'animale domestico proibito – L'isola degli esperimenti del dottor Gassé"); quest'ultima edizione venne distribuita esclusivamente in madre patria il 15 novembre 2001. Nel 2007, un sequel, chiamato Seaman 2, venne pubblicato per PlayStation 2, solamente in Giappone. Una versione per Microsoft Windows, in grado di interagire con le applicazioni dell'utente, era inizialmente in sviluppo ma venne successivamente abbandonata.

## Trama

### Antefatto
Durante gli anni 1930, in Egitto, lo scienziato francese Jean Paul Gassé scoprì, in alcuni scavi risalenti alla III dinastia egizia, dei riferimenti ad una creatura misteriosa nota come «l'onnipotente messaggero degli dei». Determinato a scoprire le origini di questo essere, Gassé riuscì a recuperare delle particolari uova da un pescatore locale e le portò con sé in Francia. Lo scienziato fece schiudere le uova, tentando di allevare un Seaman, ma sfortunatamente l'unico esemplare valido morì.
Quando Gassé pubblicò una tesi dettagliata sulla sua scoperta venne screditato in quanto non aveva conservato alcun tipo di prova a supporto delle sue teorie, e nessun collega gli credette. Gassé venne espulso dagli ambienti accademici e sparì dalla circolazione. Alcuni diari trovati più recentemente, provarono di come egli continuò la sua ricerca sul Seaman. Verso la seconda metà degli anni 1990 gli studi e le ricerche di Gassé ottennero un certo interesse, che sfociò in spedizioni e ricerche con ingenti risorse. In Giappone il primo Seaman venne allevato e cresciuto con successo, partendo da campioni e uova ottenuti da alcuni esemplari trovati ad Alessandria d'Egitto. La creatura venne ufficialmente introdotta e presentata agli acquari di tutto il Giappone.

### Eventi giocabili
In qualità di nuovo proprietario, al personaggio giocante è data la responsabilità di prendersi cura di un animale domestico, un Seaman, per conoscerne la specie, utilizzando una replica del laboratorio–habitat del dottor Gassé.
Inizialmente il personaggio giocante fa schiudere un uovo in un acquario. Dall'uovo vengono fuori alcuni organismi parassiti, poi inghiottiti da un nautilus presente nell'acqua. I parassiti iniziato a nutrirsi del nautilus, divorandolo dall'interno e uccidendolo, per poi uscire fuori nello stato di gillman, piccoli pesci ancora incapaci di parlare correttamente e allo stato infantile. Sul punto di intraprendere il prossimo passo evolutivo verso un nuovo stadio di crescita, i gillman iniziano ad uccidersi a vicenda, fino a restare in due soli esemplari.
Ora evoluti allo stadio di podfish, i due esemplari rimasti si accoppiano, e il maschio muore. Il personaggio giocante fa abbassare il livello dell'acqua, drenandola quanto basta a trasformare l'habitat da acquario a terrario. La femmina depone le uova sulla terra e poi muore. Dalle uova nascono nuove creature, simili a girini: i tadman. Crescendo i tadman ricorrono, come i gillman, al cannibalismo, uccidendosi a vicenda e restando solamente in due.
Sviluppandosi fino all'età adulta, e potendo muoversi sia in acqua che sulla terra, gli esemplari diventano dei frogman. Il personaggio giocante infine decide di liberare i frogman dallo stato di cattività, rilasciandoli allo stato selvaggio.

## Modalità di gioco

Visuale frontale con zoom dell'habitat di gioco: in questo stadio la creatura è nota come gillman e sono presenti sei esemplari in tutto (cinque visibili). I parassiti bianchi rimasti non sono riusciti ad evolversi, e sono destinati a morire. L'icona a forma di mano, permette al giocatore di interagire con lo scenario. In basso, l'interfaccia indica la percentuale di ossigeno nell'acqua (099.6)

In quanto proprietario di una strana creatura acquatica con un corpo di pesce e la testa di uomo, nota come Seaman, il giocatore deve assicurare il corretto funzionamento dell'habitat e assistere la crescita e l'evoluzione dell'esemplare fino al raggiungimento della sua forma finale.
Il gioco presenta una visuale di tutto l'habitat, che può essere osservato di lato o da l'alto. Il giocatore può spostare la visuale da destra a sinistra, e viceversa, muovendo l'icona che rappresenta la propria mano. Con quest'ultima può battere l'indice sul vetro dell'acquario, spostare alcuni oggetti al suo interno, ingrandire e guardare nel dettaglio la creatura e alcuni elementi dello scenario.
Allo scopo di far sopravvivere il Seaman, il giocatore deve regolare la temperatura ambientale, e tenerla tra i 15 e 20 °C, assicurare la corretta fornitura di ossigeno in modo da ripulire l'acqua sporca e regolare le luci per l'illuminazione su tre livelli – alte, basse e spente. Nel primo periodo il Seaman deve essere nutrito con del mangime apposito, successivamente il giocatore dovrà allevare degli insetti con cui nutrire la creatura agli stadi di crescita più avanzati.
La comunicazione vocale con il Seaman è parte integrante dell'esperienza. Lungo la sua evoluzione la creatura apprende nuove informazioni e aumenta la propria complessità argomentativa. Non è possibile progredire nel gioco senza parlare con la creatura, in quanto l'atto di conversare è necessario e funzionale alla sua crescita ed evoluzione.
Il giocatore conversa con il Seaman utilizzando il microfono dedicato, mentre la Visual Memory Unit inserita nel gamepad lo aiuta ad interpretare la comunicazione. Quando la conversazione con il Seaman è possibile, una icona della creatura appare sullo schermino della VMU. La presenza di un'icona a punto interrogativo () indica che la creatura sta aspettando una risposta dal giocatore durante la conversazione. Una icona a punto esclamativo (  ) indica che il Seaman ha capito ciò che ha detto il giocatore. Una icona a più punti interrogativi () indica invece che la creatura non ha capito ciò che ha detto il giocatore. Quando non è possibile conversare con il Seaman appare una icona di divieto (  ). Seaman non può rispondere e ascoltare il giocatore allo stesso tempo. Inoltre il suo umore può variare nel corso del gioco, fino a prendere in antipatia il giocatore, soprattutto se quest'ultimo non parla chiaramente e non stabilisce una buona conversazione, oppure se lo insulta continuamente.
Come tutti i giochi Dreamcast, Seaman salva i propri dati di gioco sulla Visual Memory Unit (64/200 blocchi necessari; equivalenti a 32 kB), con l'eccezione che non più di un solo salvataggio del gioco può essere contenuto in una singola VMU. Due giocatori possono connettere le proprie VMU tra loro, scambiandosi il cibo necessario alla sopravvivenza del Seaman.
Lungo l'avventura il giocatore è assistito da Leonard Nimoy che ad ogni avvio del gioco lo informerà su novità ed eventuali progressi nell'evoluzione del Seaman e sullo stato ambientale dell'habitat. Nimoy commenterà anche la frequenza con cui il giocatore si presenterà in partita.
La modalità di gioco è volutamente lenta e prolissa, in modo da simulare realisticamente la crescita della creatura nel tempo di giorni. Ogni volta che la sessione corrente viene salvata, il gioco calcola realisticamente quante ore sono trascorse tra quest'ultima ed un eventuale nuovo accesso alla partita salvata, portando quindi in avanti lo sviluppo della creatura in base al tempo trascorso. Questo si riflette anche nel mantenimento delle condizioni ambientali e della nutrizione: la temperatura può scendere vertiginosamente, la sporcizia accumularsi, l'ossigeno diminuire e, se il giocatore tarda a tornare, dopo molti giorni, Seaman potrebbe ormai essere morto di fame o di freddo.

## Sviluppo
Lo sviluppo di Seaman è iniziato dopo la pubblicazione di SimTower, avvenuta nel 1994. Saito ebbe l'idea di concepire Seaman mentre era a pranzo con i suoi colleghi. Uno dei team che collaboravano con Saito, stava lavorando ad un simulatore di vita dove venivano allevati pesci tropicali in un acquario Saito affermò che, se fosse stato lui a lavorarci, avrebbe ideato qualcosa di folle e, quando interpellato su quale idea folle avrebbe puntato da un suo collega, Saito rispose: «Con una telecamera puntata verso il giocatore, farei parlare l'animale come se fosse un umano». L'idea suscitò lo stupore di un altro collega, e Saito pensò in quello stesso momento di creare un nuovo videogioco, a cui diede proprio il nome di Seaman ("uomo del mare") definendo l'idea alla base del progetto come «bizzarra e fantastica».
Dopo aver suscitato l'ilarità dei propri colleghi, Saito parlò di Seaman a sua moglie; anche quest'ultima trovò che l'idea alla base del gioco fosse strana abbastanza da convincere Saito che, evidentemente, sia uomini che donne reagivano a Seaman in modo simile. L'incoraggiamento di sua moglie fu determinante per Saito, che decise quindi di iniziare a lavorare seriamente sul progetto.
Kenji Eno, creatore del nome e del logo del Dreamcast, volle introdurre Saito all'allora vicepresidente di SEGA, Shoichiro Irimajiri. A quel tempo il Dreamcast era noto solo come software development kit, nome in codice Katana, e Saito trovò stimolante il dover competere con PlayStation di Sony partendo da una posizione, quella di SEGA, di evidente svantaggio. Sì unì alla compagnia e iniziò la conversione del prototipo di Seaman, inizialmente concepito per la famiglia iMac G3, in software per Dreamcast, processo che impegnò il team di sviluppo per almeno un anno e mezzo.

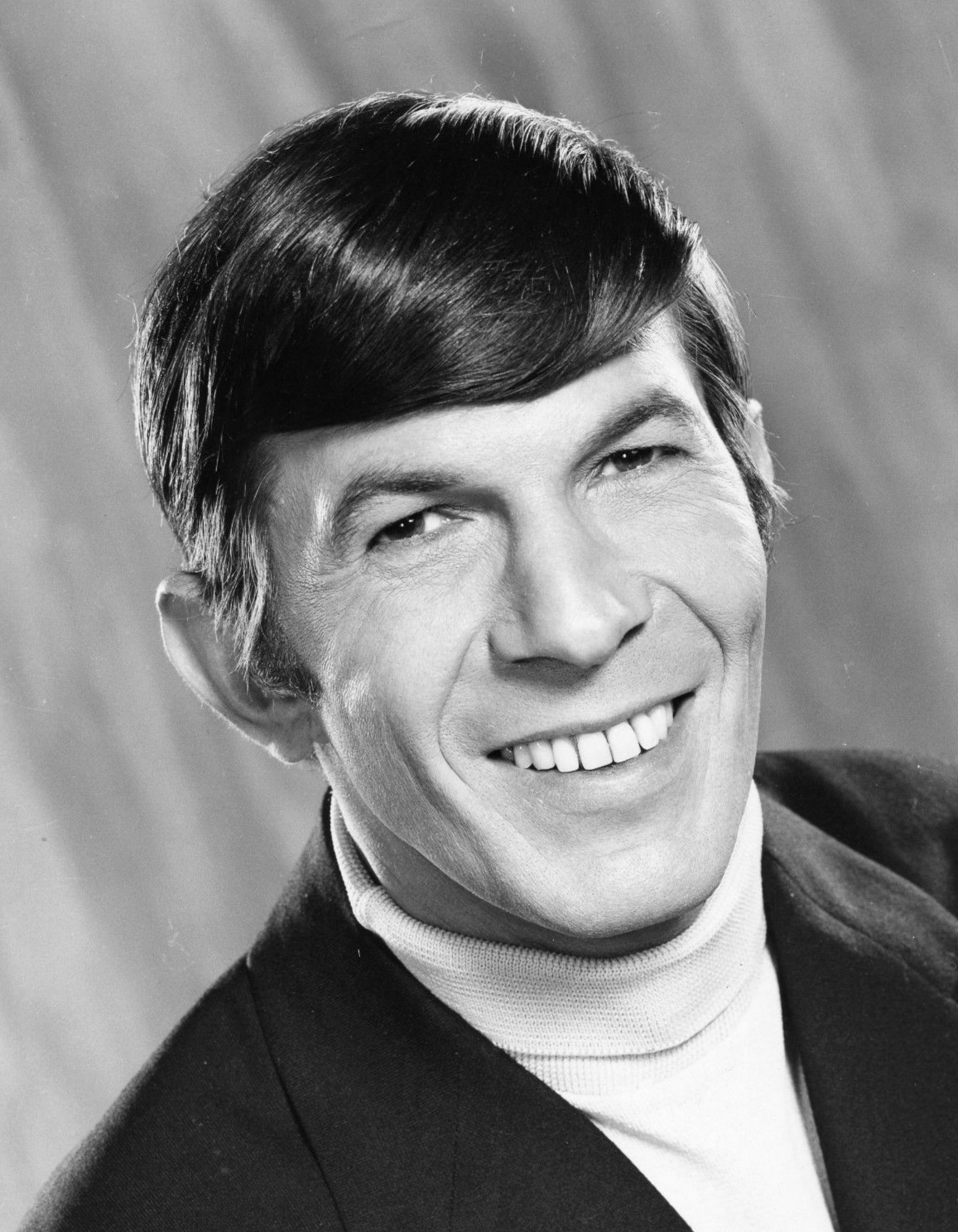
Leonard Nimoy è stato scelto come assistente e narratore del giocatore nella versione inglese di Seaman

SEGA aveva già un prototipo installato e funzionante del microfono per il Dreamcast, che Saito avrebbe fatto diventare parte integrante della modalità di gioco. Secondo lo sviluppatore il problema di effettuare un passaggio da computer a console, risiedeva nell'approccio che il giocatore aveva innanzitutto con le periferiche: la tastiera e il mouse erano strumenti che potevano essere usati sia per lavorare che per giocare, mentre il gamepad di una console interfacciava l'utente con quello che poteva essere definito «il momento di giocare», senza interruzioni lavorative. Il team di Saito, partendo da questa base, dovette quindi alterare la progettazione ludica di Seaman in modo da convertirlo efficacemente per console, anche solo dal punto di vista del layout dei comandi di gioco.
La localizzazione in inglese di Seaman venne affidata alla diramazione americana di SEGA. Date le grandi differenze culturali tra Stati Uniti e Giappone, una normale traduzione non sarebbe stata ovviamente sufficiente, e la sceneggiatura dovette essere reinterpretata in lingua inglese, grazie alla collaborazione di un ente esterno vicino a SEGA. La proposta di affibbiare a Leonard Nimoy il ruolo di narratore del gioco, venne suggerita proprio da Saito.
Il motore di riconoscimento vocale utilizzato in Seaman venne concesso in licenza d'uso da una società belga. La quantità di RAM per utilizzare il software era limitata, impattando quindi inevitabilmente sulle performance. Questo software era inoltre in grado di prevedere le possibili risposte del giocatore, tra alcune possibili selezionate dal progettista, anticipandolo, e portando avanti l'esecuzione mentre la conversazione era ancora in corso; Saito ha definito lo sviluppare con questo metodo «una esperienza interessante», affermando: «Ciò non era mai stato fatto prima in un videogioco». Secondo Saito le limitazioni tecniche e le più strette tempistiche di sviluppo per Dreamcast gli consentirono di finire effettivamente lo sviluppo di Seaman, ponendo un ostacolo insormontabile alle sue continue e ambiziose sperimentazioni.
Secondo Saito il personaggio di Seaman, la creatura senziente stessa, avrebbe dovuto contenere «la filosofia in generale [di Saito], non un messaggio chiaro e specifico». Saito decise che tre sarebbero stati i perni attorno al quale avrebbe ruotato la caratterizzazione del Seaman: per primo, la creatura non sarebbe stata necessariamente gentile, educata o accondiscendente col giocatore; secondo, avrebbe specificatamente guardato direttamente dal mondo virtuale, attraverso lo schermo, nel mondo reale del giocatore; terzo, gli argomenti delle conversazioni si sarebbero incentrati su tematiche tangibili e attuali, comuni e contemporanee, non fantasiose o inverosimili. Il volto del Seaman, inoltre, avrebbe avuto i tratti somatici dello stesso Saito.
Lo sviluppo del gioco durò quasi cinque anni. Una edizione limitata del gioco dal titolo Christmas Seaman, venne pubblicata solo in Giappone il 16 dicembre 1999 e distribuita assieme a un Dreamcast color rosso traslucido.

## Accoglienza
| Testata                    | Giudizio |
| -------------------------- | -------- |
| Metacritic (media al 2019) | 82/100   |
| Famitsū                    | 29/40    |
| GamePro                    | 4.5/5    |
| GameSpot                   | 6.6/10   |
| Game Revolution            | B-       |
| IGN                        | 8.3/10   |
| The Video Game Critic      | C        |
| PlanetDreamcast            | 8.5/10   |
| Maxim                      | [ 31 ]   |

Seaman ricevette una accoglienza generalmente positiva da parte della stampa di settore, con un punteggio medio di 82/100 su Metacritic.
La maggior parte degli elogi della critica furono diretti alla presentazione, stile e modalità di gioco basata sull'impegnare il tempo per portare avanti l'esperienza. GamePro apprezzò la componente grafica del gioco, sebbene trovò poco comprensibile il calo di fotogrammi al secondo in alcuni momenti data l'assenza di un ambiente di gioco particolarmente ricco di dettagli. Definì la modalità di gioco «interessante e articolata», lodando le potenzialità immersive dell'esperienza ludica, complice anche l'efficace IA della creatura, mentre giudicò l'assenza totale di musica, e il costante ripetersi degli stessi effetti sonori, come unica vera pecca del gioco.
PlanetDreamcast definì Seaman come «il titolo più originale mai visto sul Dreamcast»; apprezzò particolarmente l'originalità e modalità di gioco, che avrebbe impegnato il giocatore in una routine giornaliera, riuscendo ad intrattenere. Ha inoltre lodato il realismo dell'evoluzione della creatura e il modo convincente in cui quest'ultima interagisce col giocatore, utilizzando argomenti, domande e risposte. Delle critiche sono state mosse invece all'efficacia del riconoscimento vocale che poteva produrre risposte sbagliate o decontestualizzate da parte della creatura, rompendo l'immersione nel gioco. Criticò anche la grafica, definendola «per nulla eccezionale», considerando inoltre l'ambiente particolarmente spoglio del gioco e «poco vivace», trovando come altri poco giustificabili alcuni rallentamenti nei fotogrammi. IGN apprezzò molto la presentazione del gioco, anche grazie alla presenza di Leonard Nimoy, così come il comparto audio dominato dalla voce del Seaman che riusciva a catturare l'attenzione. Tuttavia pure IGN criticò la resa grafica e il framerate, oltre che i comandi «realistici, ma bizzarri e confusionari». Game Revolution apprezzò la riuscita simulazione di vita virtuale del gioco, l'aspetto innovativo del riconoscimento vocale e la presenza di Nimoy come narratore; sebbene trovò il gioco in grado di diventare presto molto noioso e notò di come il riconoscimento vocale non funzionava in maniera ottimale.
Non sono mancati giudizi più severi e negativi. GameSpot riconobbe in Seaman gli aspetti innovativi della modalità di gioco, definendolo «un'esperienza solida»; tuttavia non lo considerò sostanzialmente abbastanza intrattenente e vario nelle attività di gioco. Anche in questo caso comparto grafico e rallentamenti vennero criticati. The Video Game Critic definì Seaman come «un esperimento interessante»; tuttavia non ne apprezzò molto la modalità di gioco, definendola «alla lunga, una seccatura» e il sistema di riconoscimento vocale limitato a frasi brevi e in alcuni casi impreciso. Bocciò completamente il sistema di comandi, definendolo «imbarazzante».
La sezione "Entertainment" del periodico per uomini Maxim, recensì Seaman affermando: «Questo gioco è una stramba novità, ma è poco pratico se avete un minimo di vita. Dopo ore di inutili conversazioni, tempo perso e poche gratificazioni, è probabile che Seaman inizierà a ricordarvi la vostra ex–ragazza».

### Vendite
In Giappone, Seaman vendette 68 099 copie nella prima settimana di pubblicazione. Negli anni il gioco ha totalizzato 399 342 copie vendute, solamente nella sua versione per Dreamcast, divenendo il terzo gioco più venduto per la console nel paese. La versione PlayStation 2 del gioco vendette 88 800 copie nella prima settimana e totalizzò, in seguito, le 305 632 copie vendute.

### Premi ed eredità
Seaman ricevette il premio "Excellence Award for Interactive Art" (Premio d'eccellenza per le arti interattive) al Japan Media Arts Festival del 1999 e il premio "Original Game Character of the Year" (Personaggio videoludico originale dell'anno) alla Game Developers Conference 2002. Nel 2008, Game Informer nominò Seaman come uno dei dieci videogiochi più strambi di tutti i tempi.
Yoot Saito affermò che, in Giappone, Seaman divenne un fenomeno culturale. Al momento della pubblicazione il gioco apparve in diversi programmi televisivi del paese. Comici e personalità televisive giapponesi, anche a distanza di molti anni, spesso fanno riferimento a Seaman, affermando di come il gioco e il personaggio li abbiano «traumatizzati nell'infanzia»; Saito considera questa eredità come un onore. Seaman è stato anche importante come fulcro e punto di svolta negli interessi di Saito per lo sviluppo delle intelligenze artificiali e riconoscimento vocale, portando avanti i suoi studi per un periodo di due decenni.